# Algea
As algea (em grego: Ἄλγεα), na mitologia grega, eram daemones femininos que traziam as tristezas e as lágrimas aos homens. Também referidas no singular, Algos (Ἄλγος), como a daemon da dor, tanto física, quanto mental e emocional. Eram consideradas três:
- Acos (Ἄχος) era a dor física, a dor do corpo causada pelas doenças, pelos venenos e pelas feridas que podem levar à morte;
- Ania (Ἀνία) era a dor psicológica, a dor da mente causada pelo estresse, os problemas e as aflições da vida;
- Lipe (Λύπη) era a dor emocional, a dor do coração causada pelo sofrimento, pela tristeza e pelos problemas da vida sentimental;

Na Teogonia, Hesíodo diz que as algea são filhas de Éris, a deusa da discórdia; e irmãs de Limos, a fome; de Disnomia, a desordem; das hisminas, as disputas; de Lete, o esquecimento; de Horcos, o juramento; de Ponos, o trabalho pesado e a fatiga; das fonos, as matanças; das macas, as batalhas; das androctasias, os massacres; das Anfilogias, as ambiguidades; das Pseudea, as mentiras e falsidades; de Até, a insensatez e a ruína, todos companheiros inseparáveis. 
Para Higino, são filhas de Éter, o ar, e Gaia, a terra, Estavam relacionadas com Oizus, a daemon da angustia e da tristeza, e com Pentos, o daemon da aflição e dos lamentos. Por tanto, teriam como opostas as graças e a Hedonê, a daemon do prazer.